# Coleophora obscenella
Coleophora obscenella é uma espécie de mariposa do gênero Coleophora pertencente à família Coleophoridae.